# Sonderothamnus petraeus
Sonderothamnus petraeus är en tvåhjärtbladig växtart som först beskrevs av Winsome Fanny 'Buddy' Barker, och fick sitt nu gällande namn av R. Dahlgr.. Sonderothamnus petraeus ingår i släktet Sonderothamnus och familjen Penaeaceae. Inga underarter finns listade i Catalogue of Life.